# Oribasio de Pérgamo
Oribasio de Pérgamo o simplemente Oribasio (griego: Ὀρειβάσιος, 320-400) fue un griego que llegó a ser el médico personal de Juliano el Apóstata. 

## Biografía
Oribasio se formó en Alejandría con la tutela de Zenón de Chipre, pero se unió a la corte del emperador, donde permanecería desde su coronación en 361 hasta su muerte en 363.
La obra más importante de Oribasio, escrita durante sus servicios a Juliano, es una recopilación en 70 volúmenes, de todo el saber médico de la época, fundamentalmente de la escuela hipocrática y alejandrina, titulada Sinagogas médicas (Συναγογία Ιατρική). En la actualidad sólo se conservan 25 de los 70 volúmenes originales.
Una anécdota sobre Oribasio cuenta que visitó el Oráculo de Delfos en el año 362, en ese momento abandonado y en ruinas, ofreció allí sus servicios y los del emperador Juliano al templo y, a cambio, oyó la última profecía de Pitia, la sibila de Delfos: 

Εἴπατε τῷ βασιλεῖ, χαμαὶ πέσε δαίδαλος αὐλά, οὐκετι Φοῖβος ἔχει καλύβαν.

Οὐ μαντίδα δαφνήν, οὐ πηγὴν λαλέουσαν, ἀπέσβετο καὶ λάλον ὕδωρ.
Di al rey que la gran casa ha caído. Apolo ya no tiene aquí su morada, ni brotes de laurel sagrado; 

las fuentes están silenciosas, las voces están calladas.

Por consejo de Oribasio, Juliano estableció la obligatoriedad de obtener a través de un examen una licencia (symbolon) oficial para ejercer la medicina.